# Pulo Gadung (Darul Hasanah)
Pulo Gadung is een bestuurslaag in het regentschap Aceh Tenggara van de provincie Atjeh, Indonesië. Pulo Gadung telt 309 inwoners (volkstelling 2010).